# Bizetiella
Bizetiella là một chi ốc biển, là động vật thân mềm chân bụng sống ở biển trong họ Muricidae, họ ốc gai.

## Các loài
Các loài thuộc chi Bizetiella bao gồm:
- Bizetiella carmen (Lowe, 1935)[2]
- Bizetiella micaela Radwin & D'Attilio, 1972[3]
- Bizetiella shaskyi Radwin & D'Attilio, 1972[4]